# Hiệu Ứng Trốn Chạy (album của Cá Hồi Hoang)
Hiệu Ứng Trốn Chạy là album phòng thu thứ tư của ban nhạc Việt Nam Cá Hồi Hoang được phát hành bởi Lumif Recordings vào ngày 31 tháng 7 năm 2019. Album bao gồm 15 bài hát với hai đĩa đơn đã ra mắt trước đó là "5am" và "Acid8".

## Danh sách bài hát
| Hiệu Ứng Trốn Chạy — Phiên bản tiêu chuẩn | Hiệu Ứng Trốn Chạy — Phiên bản tiêu chuẩn | Hiệu Ứng Trốn Chạy — Phiên bản tiêu chuẩn |
| STT                                       | Nhan đề                                   | Thời lượng                                |
| ----------------------------------------- | ----------------------------------------- | ----------------------------------------- |
| 1.                                        | "Hiệu Ứng Bắt Đầu"                        | 2:06                                      |
| 2.                                        | "5am"                                     | 4:22                                      |
| 3.                                        | "Bin"                                     | 3:04                                      |
| 4.                                        | "Inside Mr. Bin"                          | 3:46                                      |
| 5.                                        | "Khô Khan"                                | 3:49                                      |
| 6.                                        | "Cô Ấy"                                   | 4:16                                      |
| 7.                                        | "Bên Trái"                                | 3:18                                      |
| 8.                                        | "Acid8"                                   | 5:03                                      |
| 9.                                        | "Hiệu Ứng Ngược"                          | 3:23                                      |
| 10.                                       | "Hiệu Ứng Trốn Chạy"                      | 4:20                                      |
| 11.                                       | "Cần Một Ngày"                            | 4:03                                      |
| 12.                                       | "Tỉnh Táo"                                | 4:38                                      |
| 13.                                       | "Hiệu Ứng Cuối Cùng"                      | 3:00                                      |
| 14.                                       | "Cân Bằng"                                | 3:35                                      |
| 15.                                       | "GAP"                                     | 4:33                                      |
| Tổng thời lượng:                          | Tổng thời lượng:                          | 57:34                                     |

| Hiệu Ứng Trốn Chạy — Phiên bản cao cấp | Hiệu Ứng Trốn Chạy — Phiên bản cao cấp | Hiệu Ứng Trốn Chạy — Phiên bản cao cấp |
| STT                                    | Nhan đề                                | Thời lượng                             |
| -------------------------------------- | -------------------------------------- | -------------------------------------- |
| 1.                                     | "Hiệu Ứng Bắt Đầu"                     | 2:04                                   |
| 2.                                     | "5am"                                  | 4:22                                   |
| 3.                                     | "Bin"                                  | 3:04                                   |
| 4.                                     | "Inside Mr. Bin"                       | 3:46                                   |
| 5.                                     | "Khô Khan"                             | 3:49                                   |
| 6.                                     | "Cô Ấy"                                | 4:16                                   |
| 7.                                     | "Bên Trái"                             | 3:18                                   |
| 8.                                     | "Acid8"                                | 5:03                                   |
| 9.                                     | "Hiệu Ứng Ngược"                       | 3:23                                   |
| 10.                                    | "Hiệu Ứng Trốn Chạy"                   | 4:20                                   |
| 11.                                    | "Maru"                                 | 4:30                                   |
| 12.                                    | "Cần Một Ngày (Old Version)"           | 4:03                                   |
| 13.                                    | "Cần Một Ngày"                         | 4:01                                   |
| 14.                                    | "Quả Bóng Màu Hồng"                    | 3:20                                   |
| 15.                                    | "Tỉnh Táo"                             | 4:36                                   |
| 16.                                    | "Hiệu Ứng Bắt Đầu Lại"                 | 4:22                                   |
| 17.                                    | "Hiệu Ứng Cuối Cùng"                   | 2:58                                   |
| 18.                                    | "Cân Bằng"                             | 3:33                                   |
| 19.                                    | "GAP"                                  | 4:33                                   |
| Tổng thời lượng:                       | Tổng thời lượng:                       | 73:21                                  |

## Những người thực hiện
Âm nhạc
- Nguyễn Viết Thành – sản xuất, viết lời, hát chính, guitar (2–10, 12, 15), nhạc cụ bổ sung (2–10, 12, 15), tất cả nhạc cụ (1, 11, 13–14)
- Nguyễn Thanh Minh – guitar (2–10, 12, 15), viết lời (4)